# Lars Fredrik Hammarstedt
Lars Fredrik Hammarstedt, född den 9 juni 1861 i Torsåkers socken i Gästrikland, död den 24 februari 1887 i Kongo, var en svensk missionär som verkade inom Svenska Missionsförbundets (SMF) kongomission i Nedre Kongo (Bas-Congo) i dåvarande Fristaten Kongo.

## Biografi
L. F. Hammarstedt ägnade sig i sin tidigare ungdom åt skomakeriyrket. Han genomgick missionsskolan åren 1881-1882 och avskildes till missionär den 27 juni 1883. Han verkade som missionär i Ryssland från september 1883 till februari 1886. Den 5 augusti 1886 avreste han till Kongo tillsammans med Nils Westlind (1854-1895), Karl Fredrik Andreæ (1854-1894) och Carl Johan Nilsson (1858-1891). Westlind hade varit i Kongo tidigare, 1882-1885, och avreste nu för andra gången. Hammarstedt dog i malaria vid Mukimbungu missionsstation den 24 februari 1887, den första av missionärerna som dog i Kongo. Innan han avreste från Sverige hade han förlovat sig med Anna Andersson. När hon själv avreste till Kongo som missionär 1888 och dog i TBC året efter, den 22 januari 1889, blev hon begravd i samma grav som sin trolovade. Andreæ och Nilsson återvände efter några år till Sverige för att senare resa tillbaka till Kongo, Andreæ 1893 och Nilsson 1891. Båda två avled på sin andra resa - Andreæ vid Nganda missionsstation den 19 december 1894 och Nilsson vid Mukimbungu missionsstation den 14 november 1891.